# Sully Lombard
 (mai 2011).
Si vous disposez d'ouvrages ou d'articles de référence ou si vous connaissez des sites web de qualité traitant du thème abordé ici, merci de compléter l'article en donnant les références utiles à sa vérifiabilité et en les liant à la section « Notes et références ».
Jules Sully Lombard, né le 25 janvier 1866 à Lunel (Hérault) et mort à Paris le 7 janvier 1951, est un pasteur calviniste français.

## Biographie
Le 8 juin 1879, il est baptisé protestant (calviniste) à Nîmes.  Le 1er juillet 1880, il obtient le certificat d’études primaires (académie de Montpellier) et le 1er août 1881 le certificat d’études de grammaire, délivré à Grenoble. Le 12 novembre 1886, il passe avec succès le baccalauréat littéraire (« bachelier ès lettres »). Parallèlement à ses études de théologie, il étudie le droit et obtient le 9 avril 1892 le diplôme de bachelier en droit. 
Le 23 juillet 1892, il présente sa thèse sur « l’introduction du christianisme dans l’île de Tahiti », ce qui lui confère le titre de bachelier en théologie le 29 octobre de la même année et, toujours la même année, le 11 décembre, il est ordonné pasteur de l’Église réformée de France.
Afin de perdre son accent du Languedoc, il prend des cours de diction avec le célèbre acteur de la Comédie-Française Mounet-Sully (1841-1916). Le 24 janvier 1895, il épouse Jeanne Bernard, directrice de l’école primaire rattachée à la paroisse de Belleville où il est suffragant (pasteur suppléant). De 1895 à 1908 naissent six enfants (Jean, Ellen, Henry, Alice, Lucy et Pierre).
De 1895 à 1902, Sully Lombard exerce comme pasteur au temple protestant de Belleville auquel est rattaché le quartier de Charonne, puis en 1903 il devient pasteur au temple de Charonne. Le 27 mars 1904 a lieu l’inauguration du temple protestant de Béthanie, au 185 de la rue des Pyrénées  (Paris, 20e), temple qu’il a fondé et où il a exercé jusqu’en 1926. Ce temple existe toujours. En 1913, il le fait agrandir, car la paroisse avait pris de l’ampleur.
Le 27 novembre 1926, il prend sa retraite de pasteur et décède le 7 janvier 1951 à son domicile, au 8, rue Jules-Siegfried à Paris.

## Action sociale et humanitaire
De 1911 à 1946, Sully Lombard exerce comme aumônier des maisons d’éducation de la Légion d'honneur de Saint-Denis et d’Ecouen. Il crée dans les années 1920 à Belleville et à Béthanie un centre d’aide aux déshérités, « Solidarité », sur le modèle des « Fraternités du Nord ». Son œuvre maîtresse (1907-1926) est, avec diverses personnalités, la création de la « Campagne à Paris ».

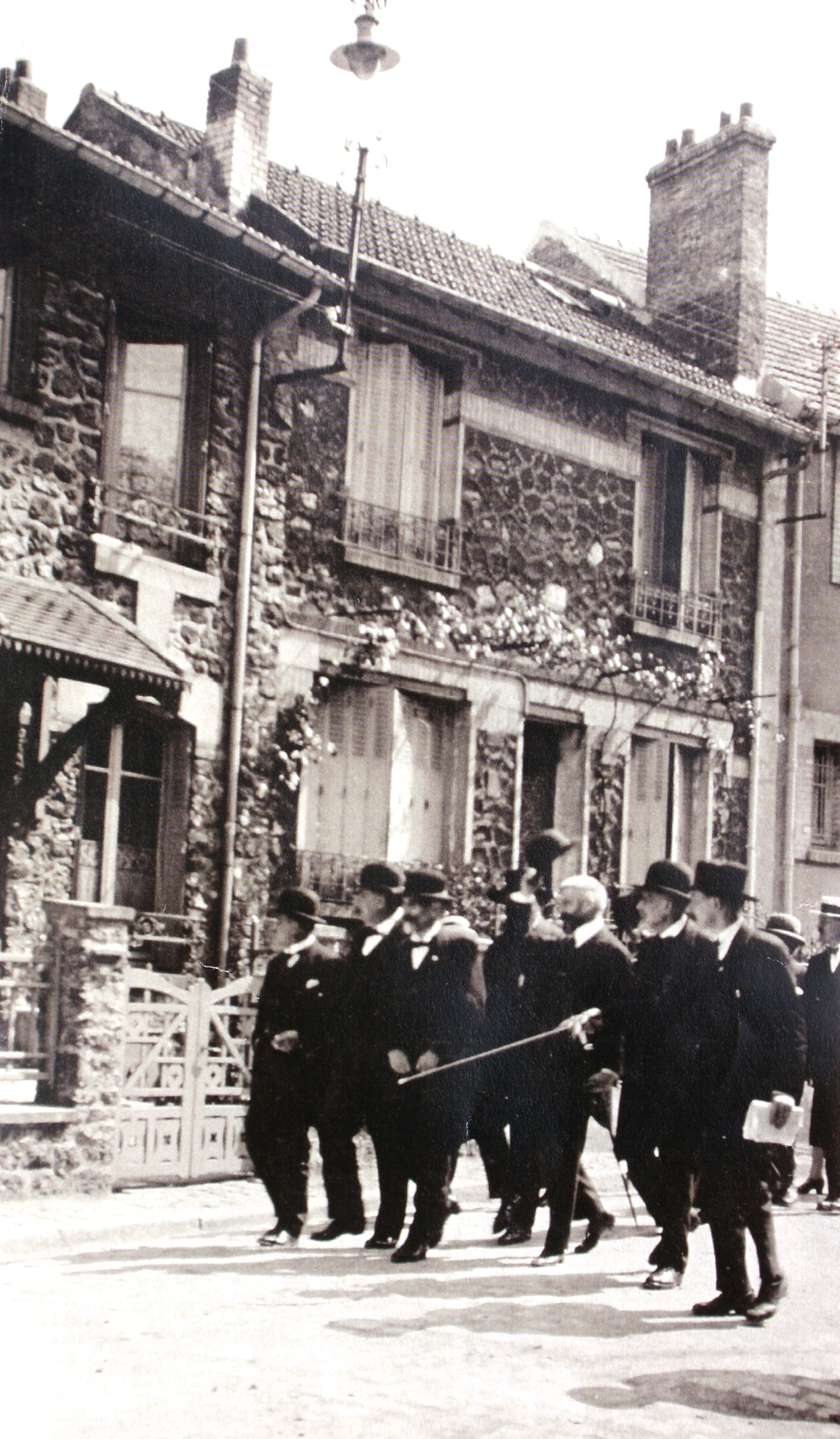

En 1914, il crée un ouvroir afin de permettre aux femmes des soldats mobilisés de subvenir par leur travail aux besoins de leurs familles. Il fait stocker dans les caves des maisons du charbon pour le chauffage des familles les plus démunies. De 1916 à 1918, il est engagé comme aumônier des Armées sur le front et dès la fin de la Grande Guerre, il se dévoue activement en faveur des pupilles de la Nation. 
Le 2 octobre 1928, il entreprend des études de droit, obtient sa licence, ce qui lui permet de devenir avocat au Barreau de Paris dans le cadre de l’assistance judiciaire afin de défendre les prévenus les plus nécessiteux. Frappé de surdité dès les années 1940, il se retire dans son pavillon du 8 rue Jules Siegfried, mais continue de recevoir avec beaucoup de bonheur ceux qui viennent le voir.

## Récompenses et distinctions
En raison de son action sociale et humanitaire, le pasteur Sully Lombard a été maintes fois distingué par diverses institutions. Ses principales distinctions ont été les suivantes : 
- Diplôme d’Honneur de la Caisse des Écoles (1923),
- Médaille d’Argent du Ministère du Travail et de la Prévoyance Sociale (1924) ;
- Officier d’Académie (1925),
- Reçoit les félicitations du Ministère de l'Instruction publique pour son action en faveur des pupilles de la Nation,
- Chevalier de la Légion d’Honneur (1926),
- Médaille d’Or du Ministère du Travail (1927),
- Commandeur du Mérite Social (1927),
- Officier de l’Instruction Publique (1932).

Le 12 février 2005, la place Sully-Lombard est créée près de la porte de Bagnolet ; elle a été inaugurée par Michel Charzat, maire du 20e arrondissement. De cette place, on peut voir les maisons de la « Campagne à Paris ».

## Histoire de la «Campagne à Paris»
Il a existé jusqu’en 1870 environ, à l’emplacement de la « Campagne à Paris » actuelle, une énorme carrière de gypse, dite carrière du Père Rousset, que le propriétaire cessa d’exploiter en 1878 et qu’il laissa à l’abandon. C’est à l’époque d’Haussmann que furent percées l’avenue de la République et l’avenue Gambetta.
Les entrepreneurs se servirent alors de cette immense cavité pour y déverser des tombereaux de terre et de gravats et bien qu’elle fût assez vite remblayée, les entrepreneurs continuèrent à s’en servir comme décharge, à tel point qu’elle atteignit la hauteur qu’elle a aujourd’hui. La cavité était devenue une butte. À l’instar des Buttes Chaumont, transformées en un parc magnifique, on planta sur cette nouvelle butte de nombreux arbres et du gazon pour éviter les éboulements éventuels.
C’est alors qu’en 1907, à la suite d’une conférence donnée par Jules Siegfried, ancien ministre, exposant les avantages de la loi de 1894 sur les financements des logements populaires, la Société Anonyme Coopérative « La Campagne à Paris », affiliée aux HBM, ancêtres des HLM, acquiert la butte, dite le « Plateau » (15 803 m2) et à son Assemblée Générale d’octobre 1907, Sully Lombard est élu Vice-Président (Président : Irénée Blanc, avocat et journaliste). 
Irénée Blanc est chargé de trouver les fonds permettant la construction de maisons individuelles pour familles modestes, mais à revenus sûrs. Il en trouvera auprès de l’Assistance publique et de la Caisse des dépôts et consignations (1912), après avoir obtenu les autorisations de construire, d’abord refusées pour cause de glissements de terrain possibles, mais une expertise démontrera le mal-fondé de la suspicion. Le 13 février 1913, Sully Lombard devient officiellement « cofondateur » de la « Campagne à Paris » avec J. Siegfried et I. Blanc. À la veille de la guerre de 1914-1918, trente-six maisons avaient été achevées. 
La guerre interrompt naturellement les travaux qui reprennent dans les années 1920. Le 30 mars 1923, I. Blanc, à la suite d’un désaccord sur le prix des maisons fixé par le conseil d’administration, démissionne, tout en restant « conseiller juridique » et le 11 avril, Sully Lombard est élu Président de la Société. De 1923 à 1926, une nouvelle impulsion est donnée à la Société : Sully Lombard sait intéresser les pouvoirs publics à cette entreprise, obtient des prêts plus importants, presse les entrepreneurs, si bien que cinquante-trois maisons supplémentaires sont achevées (au total : quatre-vingt-neuf). 
Le 20 juin 1926, l’inauguration officielle a lieu en présence des corps constitués : Sully Lombard prononce à cette occasion un discours « fleuve ». C’est en mars 1927 qu'il cèdera la présidence, tout en restant secrétaire, à Monsieur Bernard qui liquidera la société courant 1955.
Le discours de Sully, assez convenu, met l’accent sur la façon dont a été conduite cette opération et rend hommage à la loi sur les H.B.M.. Fort de cette expérience, il sera à l’initiative de deux opérations semblables, l’une à Thiais, l’autre à Deuil-la-Barre (pavillons de la rue Georges-Risler, non loin du stade actuel). Mais aujourd’hui, on est très loin des intentions initiales (solidarité, aide aux familles modestes, accès pour tous à la propriété) car les prix d’achat et de vente de ces pavillons ne peuvent concerner que les personnes riches ou très aisées…